# Ilex amboroica
Ilex amboroica är en järneksväxtart som beskrevs av Ludwig Eduard Loesener. Ilex amboroica ingår i släktet järnekar, och familjen järneksväxter. Inga underarter finns listade i Catalogue of Life.